# Франческо Дандоло
Франческо Дандоло (на италиански: Francesco Dandolo) е петдесет и втори дож на Република Венеция от 1329 г. до 1339 г.
Франческо е от знатното патрицианско семейство Дандоло. По време на неговото управление Венеция започва да разширява политическото си влияние във вътрешността на Италия. Той води редица търговски войни във вътрешността, повечето от тях победоносни за венецианците.
Получава прякора Кучето, тъй като се появява пред папа Климент V през 1313 г. с верига на шията и коленичил го моли да отмени отлъчването от църквата наложено на Венеция.
Умира внезапно на 31 октомври 1339 г.

## Семейство
Франческо Дандоло е женен за Елизабета Контарини, от която има три дъщери и син.